# ديك موري
ريتشارد والتر «ديك» موري (بالإنجليزية: Richard Walter "Dick" Muri) (ولد في 30 نوفمبر 1953 في فيربانكس، ألاسكا، الولايات المتحدة) سياسي جمهوري أمريكي. هو عضو في مجلس نواب واشنطن ويمثل المقاطعة الثامنة والعشرين. تم تعيين موري في مجلس نواب واشنطن بعد تعيين ستيف أوبان ممثل مجلس نواب واشنطن (سابقا) في مجلس شيوخ واشنطن بعد وفاة عضو مجلس الشيوخ مايك كاريل. في الفترة من 2003 إلى 2012 شغل منصب عضو جمهوري في مجلس مقاطعة بيرسي بتمثيله المقاطعة السادسة. في عام 2010 ترشح كمرشح جمهوري لمجلس النواب الأمريكي في المقاطعة التاسعة في ولاية واشنطن ضد عضو مجلس النواب الديمقراطي الحالي آدم سميث الذي خسر في نهاية المطاف من سميث بنحو عشر نقاط. في عام 2012 ترشح مجددا وهذه المرة في المقاطعة العاشرة في ولاية واشنطن ضد ديني هيك ولكنه خسر مجددا بفارق سبعة عشر نقطة.
موري من قدامى المحاربين في حرب الخليج الثانية حيث كان نائب قائد سرب الدعم الجوي الجوي 628 في قاعدة إنجرليك الجوية في تركيا. خدم 22 عاما في القوات الجوية الأمريكية. موري وزوجته يسكنان في ستيلاكوم في ولاية واشنطن.